# اویزد (ناحیه زلین)
اویزد (به چکی: Újezd) یک منطقهٔ مسکونی در جمهوری چک است که در ناحیه زلین واقع شده‌است. اویزد ۱۲٫۴۲ کیلومتر مربع مساحت و ۱٬۲۰۲ نفر جمعیت دارد و ۴۳۴ متر بالاتر از سطح دریا واقع شده‌است.